# 伍爾弗漢普頓大學
伍爾弗漢普頓大學，是位於英國英格蘭的一所大學，有四個校區。主校區位於伍爾弗漢普頓市中心，其他校區分別位於沃爾薩爾、特爾福德。第四個校區位於伍爾弗漢普頓大學科學園。此外在特倫托河畔波頓有健康教育中心，用以培訓護士。1992年升格大學。

## 歷史
該大學的歷史可以追溯到1835年成立的伍爾弗漢普頓技工學院（Wolverhampton Mechanics' Institute），為工人提供假期和一般性教育。1851年成立伍爾弗漢普頓自由圖書館（Wolverhampton Free Library）。
1931年喬治王子為新成立的伍爾弗漢普頓和斯塔福德郡科技學院（Wolverhampton and Staffordshire Technical College）奠基。

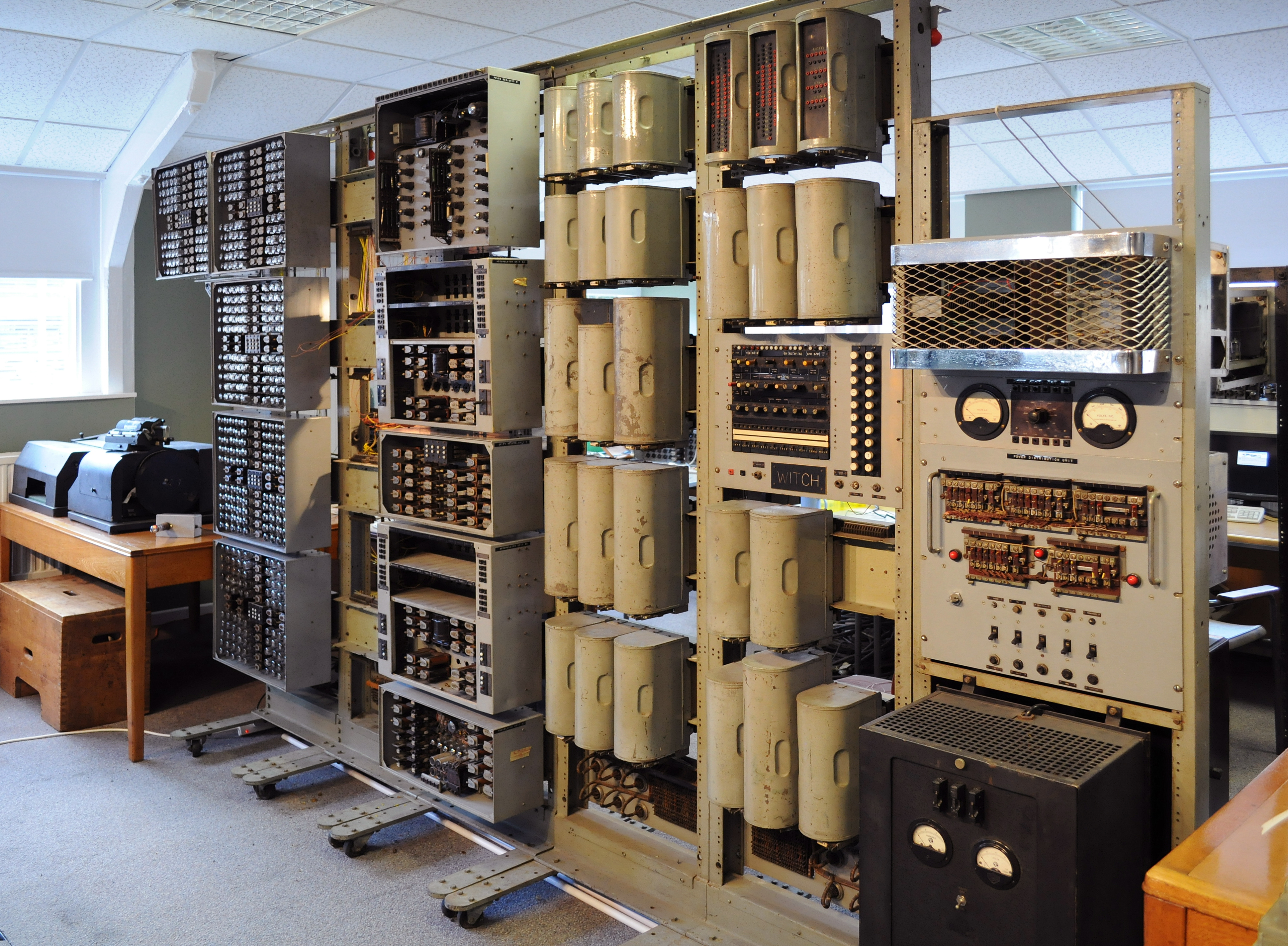
國家計算機博物館中的哈威爾計算機

1957年該學員得到第一台計算機哈威爾計算機，此計算機現被認為是“世界上最古老的原始的可運行的存儲程式計算機”，2009年9月起轉藏於布萊切利園的國家計算機博物館。
1969年和其他學院合併形成伍爾弗漢普頓理工技校（Wolverhampton Polytechnic），有應用科學、藝術設計、文科、工程學和社會科學五個系。
1992年獲大學資格並改名為伍爾弗漢普頓大學（University of Wolverhampton），1994年擴建特爾福德校區
1995年伍爾弗漢普頓科學園開幕，2002年11月改名為伍爾弗漢普頓大學科學園。
2000年開始實施翻新計劃，至2010年為止共花費了1.15億英鎊於校園翻新上。

## 學術

### 科系
該大學有七個學術部門：
- 藝術設計學院（School of Art and Design）
- 未來教育學院（School for Education Futures）
- 健康幸福學院（School of Health and Wellbeing）
- 法學、社會科學和通信學院（School of Law, Social Sciences and Communications）
- 運動、表演藝術和休閒學院（School of Sport, Performing Arts and Leisure）
- 伍爾弗漢普頓大學商學院（University of Wolverhampton Business School）
- 科學與工程學系（Faculty of Science and Engineering）

### 研究
2008年科研評估將其研究能力評為英國132所機構中的第93位，是英國語言學最佳大學之一。圖書館和信息管理學位居全國第二。其捐款數額也在新大學中位居前列。

## 外部連結
- University of Wolverhampton website （页面存档备份，存于）
- University of Wolverhampton YouTube channel （页面存档备份，存于）